# Ricardo Nanjari Román
Ricardo Nanjari Román, (Valparaíso, 17 de octubre de 1953) es un poeta, escritor y académico chileno. Ha destacado por combinar el desarrollo organizacional con el arte y la cultura. 

## Trayectoria
Ha escrito numerosos libros de poemas, crónicas y de gestión. Su primer libro de poemas fue El viaje de regreso publicado el año 2000, donde realiza un recorrido en búsqueda de los enigmas de la poesía.  Tres años más tarde, publica Recuerdos prestados, con poemas inspirados en canciones populares. Al año siguiente, se edita Mirar de afuera, donde refleja su condición de poeta e ingeniero, con poemas que son verdaderos teoremas. (El amor es un semicírculo/girando en torno a lo desconocido/ en un imaginario azul/ que no es apego ni sentimiento.) El año 2006 publica Sol de La Habana con un diálogo vía internet entre un chileno y una cubana que nunca ha salido de su país. Vuelve a la poesía el año 2007, con Encantos de una pobre esfera atormentada, calificado por el periodista Gonzalo Rojas, como «poesía honesta y a veces sangrante». Con El arte de la dirección, publicado el año 2010, logra mezclar en forma ingeniosa, los modelos de gestión y liderazgo con la poesía. Al año siguiente, regresa con Mi hijo escucha canciones cubanas un libro de crónicas y poesía. El año 2013 incursionó en la novela, con Siempre será lo mismo, un relato ambientado en Valparaíso del año 1973 y el año 2018 presenta su libro de poemas titulado Estudios de felicidad. Los dos poemarios que integran este volumen, fueron escritos con trece años de diferencia, pero responden a los mismos intereses. El primero es un recorrido espacio-temporal por la vida y el universo, tocado tangencialmente por una felicidad esquiva, que vuela leve y se escabulle como una ilusión. El segundo, escrito en el año 2004, es un conjunto de letras de canciones, bajo el título de Sueños de una canción.
Además de escritor, Nanjari ha destacado en el ámbito de la gestión cultural, donde ha liderado importantes procesos de desarrollo organizacional, incorporando a artistas de distintas disciplinas. Sus poemas han sido musicalizados por importantes músicos chilenos.
También es profesor universitario en temas de poesía, coaching, gestión de personas, calidad y liderazgo. Ha participado en Congresos internacionales en EE. UU., Suiza, México, Inglaterra, Argentina, Uruguay, Cuba y Rusia. Es columnista de revistas especializadas en Recursos Humanos y Calidad, tales como RH Management, Trabajo & Empresa y Revista Certificación.

## Premios y distinciones
- 2013: Premio Carlos Fuentes Bizama que otorga el Círculo Ejecutivo de Recursos Humanos-CERCH Chile a los profesionales que prestigien el área, con aportes al desarrollo de las personas y la sociedad.[1]
- 2004: Premio Julio Donoso Donoso que otorga el Instituto de Ingenieros de Chile al ingeniero con la más destacada contribución en las relaciones humanas en las empresas y hacia la comunidad.

## Obras

### Literatura
- Estudios de Felicidad (Poesía, Mago Editores, 2018)
- El arte de la dirección (Segunda Edición, RIL Editores, 2014)
- "Siempre será lo mismo" (Editorial HUMA, 2013)
- Mi hijo escucha canciones cubanas (Crónicas y Poesía, Editorial Betania, España, 2011)[2]
- El arte de la dirección (Gestión Organizacional, Editorial UAH, 2010)[3]
- Encantos de una pobre esfera atormentada (Poesía, RIL Editores, 2007)
- Sol de La Habana (Ril Editores, 2006)
- Mirar de Afuera (Poesía, RIL Editores, 2004)
- Recuerdos Prestados (Poesía, 2003)
- "El Viaje de regreso" (Poesía, Chile, 2000)

### Música
- Sueños de una canción (CD musicalizado por VITA, 2017)
- Mirar de Afuera (CD musicalizado por Rudy Wiedmaier, 2005)
- Hija de los bosques (CD musicalizado por Rudy Wiedmaier, 2006)